# Светциемс
Све́тциемс (латыш. Svētciems) — населённый пункт в Лимбажском крае Латвии. Входит в состав Салацгривской волости. Находится на реке Светупе у побережья Рижского залива. Через село проходит главная автодорога A1 (европейский маршрут E 67). Расстояние до города Салацгрива составляет около 6,5 км.
По данным на 2017 год, в населённом пункте проживало 379 человек. Есть детский сад, библиотека, магазин.

## История
Светциемс был основан как поместье в 1638 году.
В советское время населённый пункт входил в состав Салацского сельсовета Лимбажского района. В селе располагалась центральная усадьба совхоза «Салацгрива».